# Ramon Laporta i Astort

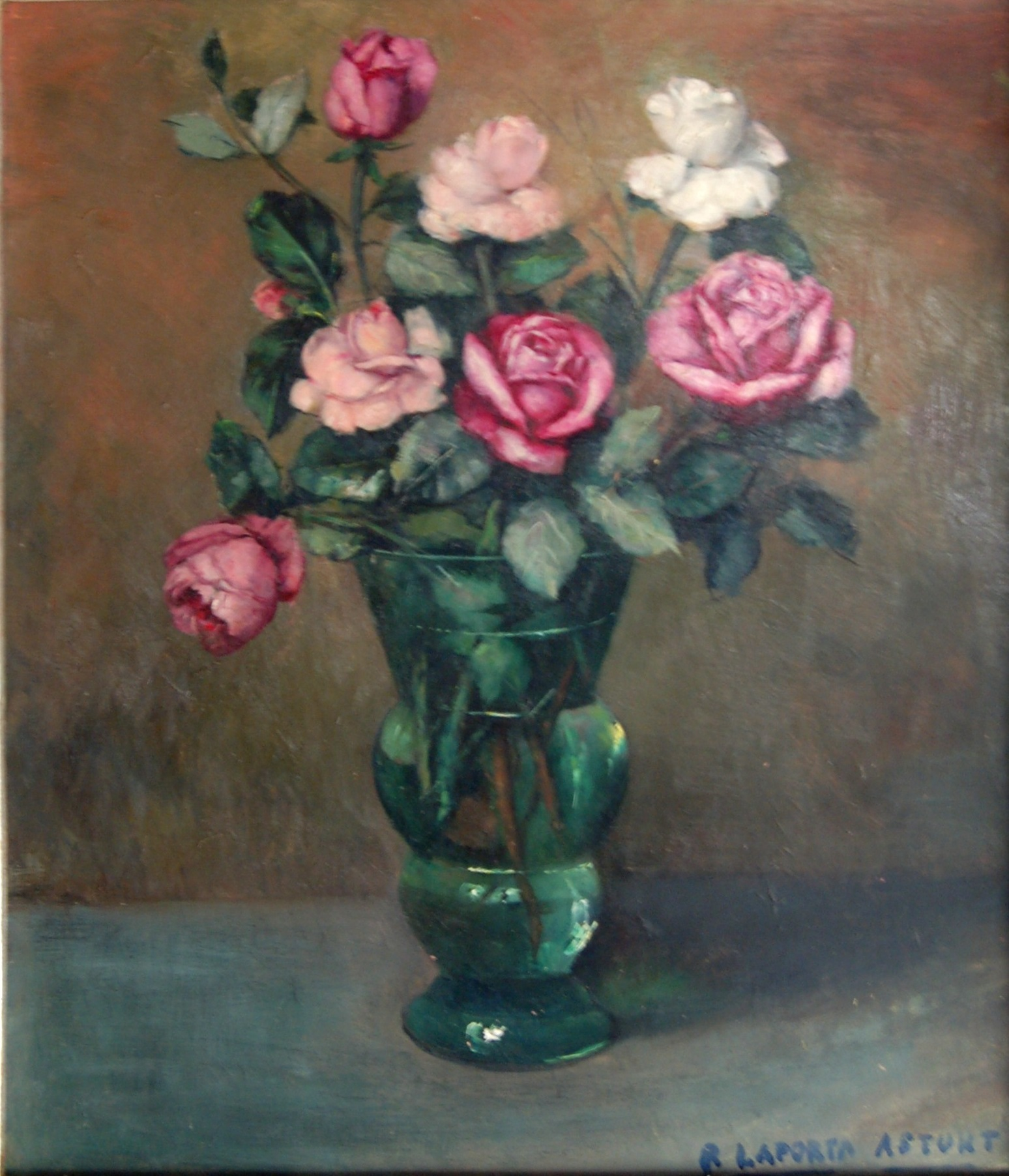
Ramon Laporta i Astort. Natura morta. Oli sobre fusta. 74 cm x 64 cm

Ramon Laporta i Astort (Barcelona, 1888 - Barcelona, 1936) fou un dibuixant i pintor català.

## Biografia
Ramon Laporta i Astort va néixer a Barcelona, fill d'Ildefons Laporta i Cerdà i de Maria Astort i Pijoans, ambdós naturals de Barcelona. El seu germà fou el músic Antoni Laporta i Astort.
El jove Ramon Laporta va estudiar a l'Escola de la Llotja de Barcelona. Posteriorment en viatge d'estudis es va desplaçar a Brussel·les acompanyant al seu germà, el pianista Antoni Laporta Astort. Després es va traslladar a París per ampliar la seva formació i tècnica pictòrica.
El 1911 va participar en l'Exposició de Belles Arts de Barcelona amb "Retrat del violinista Costa" i, a partir de llavors, va concórrer diverses vegades a les Exposicions Nacionals.
El 1930, amb el quadre "Pilar", va obtenir tercera medalla en l'Exposició Nacional de Belles Arts. Va exposar regularment a la Sala Parés de Barcelona.
Va morir el 1936, encara molt jove, a la mateixa ciutat de Barcelona. La seva mort prematura va impedir la consolidació de la seva plenitud artística en època de maduresa.
El seu estil és manifestament realista. Les seves temàtiques predilectes van ser el retrat i a les natures mortes sense renunciar però a les obres de paisatge i tampoc a les de figura. Es conserva obra seva al Museu de Huelva, entre d'altres. En concret, l'obra "Pilar", que fou premiada el 1930, es conserva al Museu de Huelva per dipòsit del Museo Nacional Centro de Arte Reina Sofía.